# Melanoides pergracilis
Melanoides pergracilis là một loài ốc nước ngọi trong họ Thiaridae. 
Đây là loài bản địa Malawi. Môi trường sinh sống của nó là các hồ nước ngọt.